# Antologia da Memória Poética da Guerra Colonial
Antologia da Memória Poética da Guerra Colonial (2011) é um dos maiores trabalhos em língua portuguesa articulado em função da Guerra Colonial Portuguesa (ou Guerra do Ultramar), assim como da memória e da poética derivadas desse contexto. É fruto de um longo processo de recolha e análise crítica da poesia portuguesa contemporânea desenvolvido no interior do Centro de Estudos Sociais da Universidade de Coimbra, mobilizado por uma ampla equipe supervisionada pelos organizadores Margarida Calafate Ribeiro e Roberto Vecchi.
O projeto se estrutura a partir de quatro objetivos essenciais: recolha e análise crítica da poesia da guerra colonial; avaliação do impacto da guerra na poesia portuguesa contemporânea; organização de uma antologia da poesia sobre a guerra colonial; e contribuição para o debate e a memória pública da guerra. Tais objetivos foram aprimorados ao longo de diversos colóquios desde 2008, sendo o último realizado entre 14 e 15 de junho de 2011, tendo como tema:“Os filhos da Guerra Colonial: pós-memória e representações”.
Ao longo do processo de elaboração da Antologia, três eixos teóricos orientaram o percurso, tal como afirmam os organizadores: “(1) perceber a intersecção poética entre o individual e o coletivo nos aspectos vivenciais e traumáticos da Guerra Colonial; (2) refletir sobre as relações entre poesia, memória e memória poética; (3) avaliar o impacto da poesia nas memórias púbicas da Guerra Colonial e do fenômeno da memória da guerra na sociedade portuguesa e nas suas representações.”
Destaca-se no interior da Antologia o amplo acervo documental mobilizado pelos autores, que assumem o “desafio científico” de selecionar e configurar, a partir de uma enorme variedade de textos poéticos (mais de 350 poemas, produzidos por 178 autores diferentes), um corpus que obedecesse a um critério exigente saído de um debate crítico “sobre a poética, a memória, o esquecimento, as suas relações com a poesia e, em particular, a poética em tempo de guerra". A reflexão sobre a memória, constitui o núcleo dos critérios metodológicos, com a consciência de que, através da poesia, se pode construir uma memória poética de um fato histórico, o que pressupõe a hermenêutica da memória como prática fundamental da Antologia.
Através dos capítulos: “Partidas e Regressos”, “Quotidianos”, “Morte”, “Guerra à guerra”, “O dever da guerra”, “Pensar a guerra”, “Memória da guerra”, “Cancioneiros”, “Cancioneiro Popular” e “Ainda”, os poemas são distribuídos ao longo da obra, configurando uma divisão temática correspondente aos objetivos metodológicos e teóricos do trabalho. A importância e alcance dessa Antologia se implicam na possibilidade de se poder “ler” criticamente a guerra colonial a partir de textos poéticos provenientes de vários quadrantes e de acordo com a visão dos autores referenciados, atravessando pelo caminho da arte, as controvérsias, o esquecimento e os fantasmas que marcam profundamente esse evento e a poesia portuguesa contemporânea.
Esta monumental Antologia, limiar de um corpo de dimensões mais vastas a confluir num arquivo digital aberto (Arquivo Electrónico da Memória Poética da Guerra Colonial), encontrou nos dois organizadores os interlocutores qualificados, considerando os estudos anteriores sobre o tema, objecto de várias publicações de âmbito internacional: “Uma História de Regressos: Império, Guerra Colonial e Pós-Colonialismo” (Afrontamento, 2004) de Margarida Calafate Ribeiro; e “Excepção Atlântica. Pensar a Literatura da Guerra Colonial” (Afrontamento, 2010) de Roberto Vecchi, entre outras.